# Sigrid Pein
Sigrid Pein (* 12. März 1943) ist eine deutsche Schauspielerin, die insbesondere als Hörspielsprecherin aktiv war.

## Leben
Sigrid Pein, die in Berlin-Schöneberg lebte, wurde vor allem durch ihre Stimme bekannt, die sie Figuren in Kinderhörspielen lieh. In Produktionen von Kurt Vethake war sie beispielsweise als Tante Dete in der Hörspielfassung von Johanna Spyris Heidi, in Daniel Defoes Die erstaunlichen Abenteuer des Robinson Crusoe als Robinsons Mutter oder in Die Schatzinsel als Mrs Hawkins nach dem Roman von Robert Louis Stevenson zu hören.
In späteren Jahren widmete sie sich vor allem den Rollen in kommerziellen Hörspielserien, wie beispielsweise als Tante Fanny in der berühmten Serie Fünf Freunde oder in diversen Parts in Benjamin Blümchen und Bibi Blocksberg.
Als Schauspielerin wirkte sie unter anderem in Hans Gruhls Das vierte Skalpell oder in Falk Harnacks Jeder stirbt für sich allein.

## Hörspiele
- Berlin und die Ullsteins (RIAS 1963)[2]
- Fünf tote alte Damen (SFB/WDR 1965)
- Einer, der nicht ausreißt (SFB 1966)
- Die letzten Tage der Menschheit (ORF 1974)
- Onkel Tobi (maritim) als Dete
- Die Schatzinsel (Philips) als Mrs Hawkins
- Heidi – Folge 1: Das Bergkind in der Stadt als Dete
- Robinson Crusoe (Philips) als Mutter
- Rübezahl (Philips) als Beate, Veits Frau
- Märchenschätze der Welt: Kalif Storch, Zwerg Nase (maritim) als Mutter Hanne
- Berlin und die Ullsteins (RIAS)
- Aufzeichnungen aus der Vorstadt (RIAS)
- Taubenherbert (SFB/SDR)
- Münchhausen (SFB 1989)
- Benjamin Blümchen rettet den Kindergarten (28) als Gast
- Benjamin Blümchen auf dem Rummel (29) als Riesenradfrau
- Benjamin Blümchen als Pilot (30) als Passagier
- Bibi Blocksberg Die weißen Enten (36) als Nachbarin
- Fünf Freunde auf neuen Abenteuern (2) als Tante Fanny